# Libertà Carducci
Libertà Carducci (Bologna, 1872 – Bologna, 19 luglio 1964) è stata figlia di Giosuè Carducci.

## Biografia

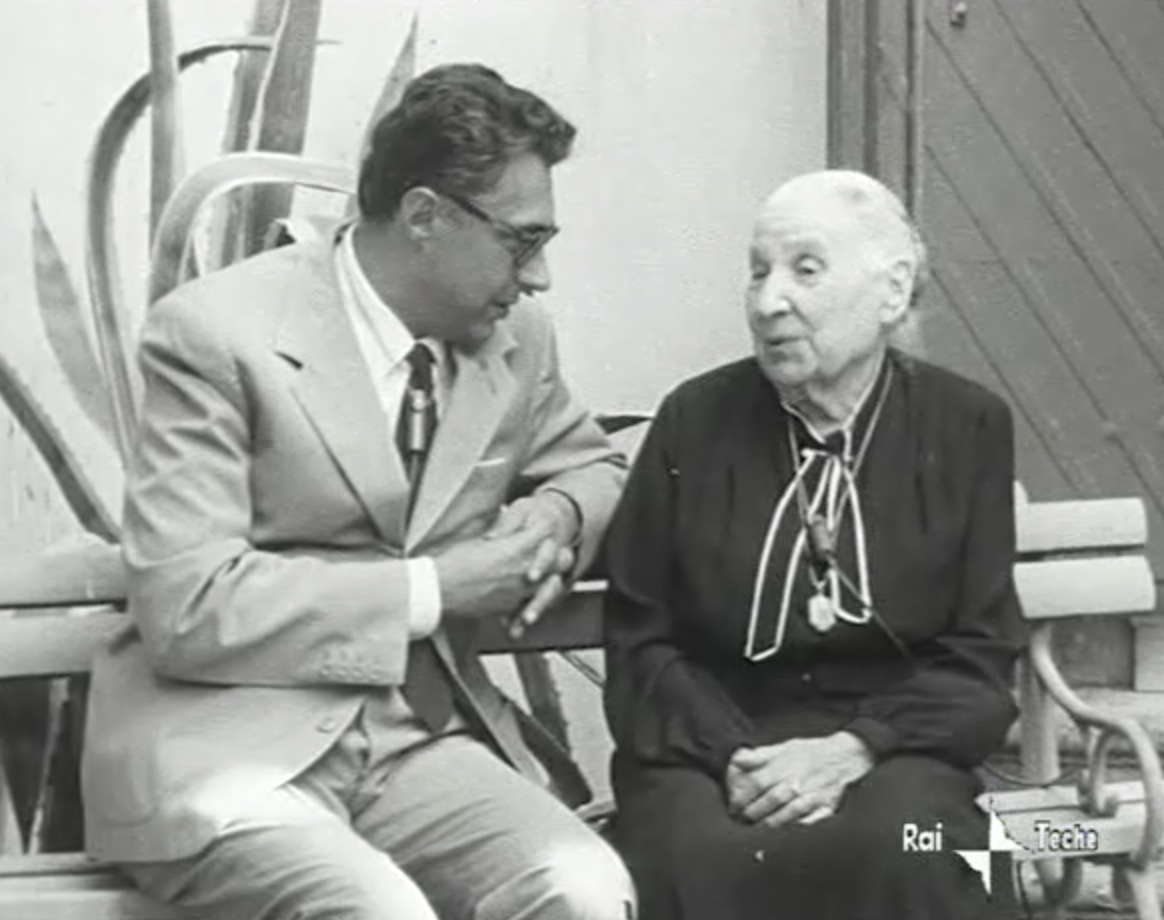
Luigi Silori intervista Libertà Carducci in una puntata del 1961 del programma RAI Uomini e libri.

Libertà Carducci, ultima dei figli di Giosuè Carducci e di Elvira Menicucci, fu chiamata Tittì in famiglia. Un vezzeggiativo che la accompagnò per tutta la vita e che ebbe origine da una quartina della celebre poesia Davanti San Guido, dove venne così nominata dal Carducci:
| 65 | Ed io — Lontano, oltre Apennin, m’aspetta |
|    | La Tittí — rispondea — ; lasciatem’ ire.  |
|    | È la Tittí come una passeretta,           |
|    | Ma non ha penne per il suo vestire.       |

Nel 1889 sposò Francesco Masi, professore di Meccanica presso l'Università degli studi di Bologna. Alla morte del marito, nel novembre del 1944, dalla villa di Montecuccolino, situata sui colli di Bologna fuori Porta d'Azeglio già di proprietà del marito, si trasferì nell'abitazione paterna, l'attuale Casa Carducci sita in piazza Carducci a Bologna, che le venne concessa in uso fino alla sua morte dal comune di quella città, divenutone frattanto proprietario, con l'obbligo di custodire perpetuamente le carte e i libri del Poeta.
A partire dagli anni 50 Tittì Carducci si dedicò alla raccolta e alla conservazione delle memorie e degli oggetti appartenuti o riferibili al padre, presenziando anche alle varie manifestazioni che si svolsero in occasione del cinquantenario della morte del Poeta.
Dal 1953 aveva iniziato un'assidua frequentazione con padre Renato Santi, dell'ordine dei Servi di Maria di Ronzano (Bologna), divenuto poi animatore del Museo carducciano dell'Eremo di Ronzano.
Libertà Carducci si spense a Bologna il 19 luglio 1964; i suoi funerali si svolsero presso la Basilica di Santa Maria dei Servi e il suo corpo fu inumato nel cimitero della Certosa di Bologna.